# T24通用機槍
T24是一款由美国仿製MG42而成的原型通用機槍，發射.30-06春田口徑步枪子彈。
原來計劃是在戰爭期間用作一款可以取代步兵班以內的白朗寧自動步槍和M1919A4而開發的機槍，但在1944年最後並沒有裝備於美國軍隊。

## 概述
二戰時期的歐洲戰場上，盟軍對於德國人手中的MG42通用機槍的強大火力保持又憎恨又恐懼的態度，不過正當歐洲各國苦思考量裝甲或砲擊部隊的實力，來掩護擲彈兵突破的方法之際，美軍倒是抱持務實的反向思考態度，認為「打不贏就加入」（If you can't beat them, join them），直接出同樣的牌型回擊對手，以子之矛攻子之盾也是一種致勝的方式，於是由薩吉諾轉向機有限公司負責進行建立了一挺原型工程槍搭配美軍使用的.30-06子彈以創造出威力比MG42還強大的機槍，並且暫定命名為T24通用機槍（原型武器以T作為代號，正式就役之後才改為M）。它也可以裝在M2三腳架上用作重機槍。
然而，由於槍枝的設計是以子彈為基準而不是以槍枝原有的結構去配合威力更大的子彈。.30-06子彈的裝藥量比7.92毫米毛瑟子彈多出0.34cm³，正因為裝藥量過於強大並且超過了原來的MG42的結構，結果原型設計缺陷之中最引人注目的就是導致T24通用機槍因槍彈不兼容出現多種惡性問題：
1.频繁抛壳失败：1号原型枪在全自動射擊的情況下共发射1,583枚子弹，结果故障次数高达51次，其中八成都是因直接使用原版MG42的机匣與所使用的.30-06春田子彈完全不兼容導致極高抛壳失敗率。
2.人机功效差劣：2號原型枪過短的槍托長度導致士兵抵肩射击時會直接承受機槍射擊時的後座震動，而且該原型枪直接沿用BAR的瞄準具系統導致瞄准基线過低；另外T24的縱向拉机柄在卧姿射击时難以操作，這三個問題的結合大大惡化了使用者長時間的體力消耗，同時影響了射擊精度。
3.喪失性能優勢：鑑於美國軍方當時尚未接受通用機槍概念，同時觉得MG42通用機槍的射速太高，不符合美军輕中重火力作战思路，因此T24加重了枪机（从MG42原本的505克增加到1332克），让原本1,200發／分鐘的射速大減到了614發／分鐘，導致該機槍完全喪失了原有以極高射速壓制敵軍的特殊優勢，並且美军也在二戰中後期大量裝備更符合成本效益的半自动步枪以及衝鋒槍彌補了自動火力的需求，同樣減輕了美军對於高射速機槍的需求。
最後美軍將這個計畫束之高閣並且當作從來沒有發生過。

## 流行文化

### 電子遊戲
- 《應徵入伍》

## 資料來源
1. ↑  T24 machine gun[永久]